# Baquedano (Sierra Gorda)

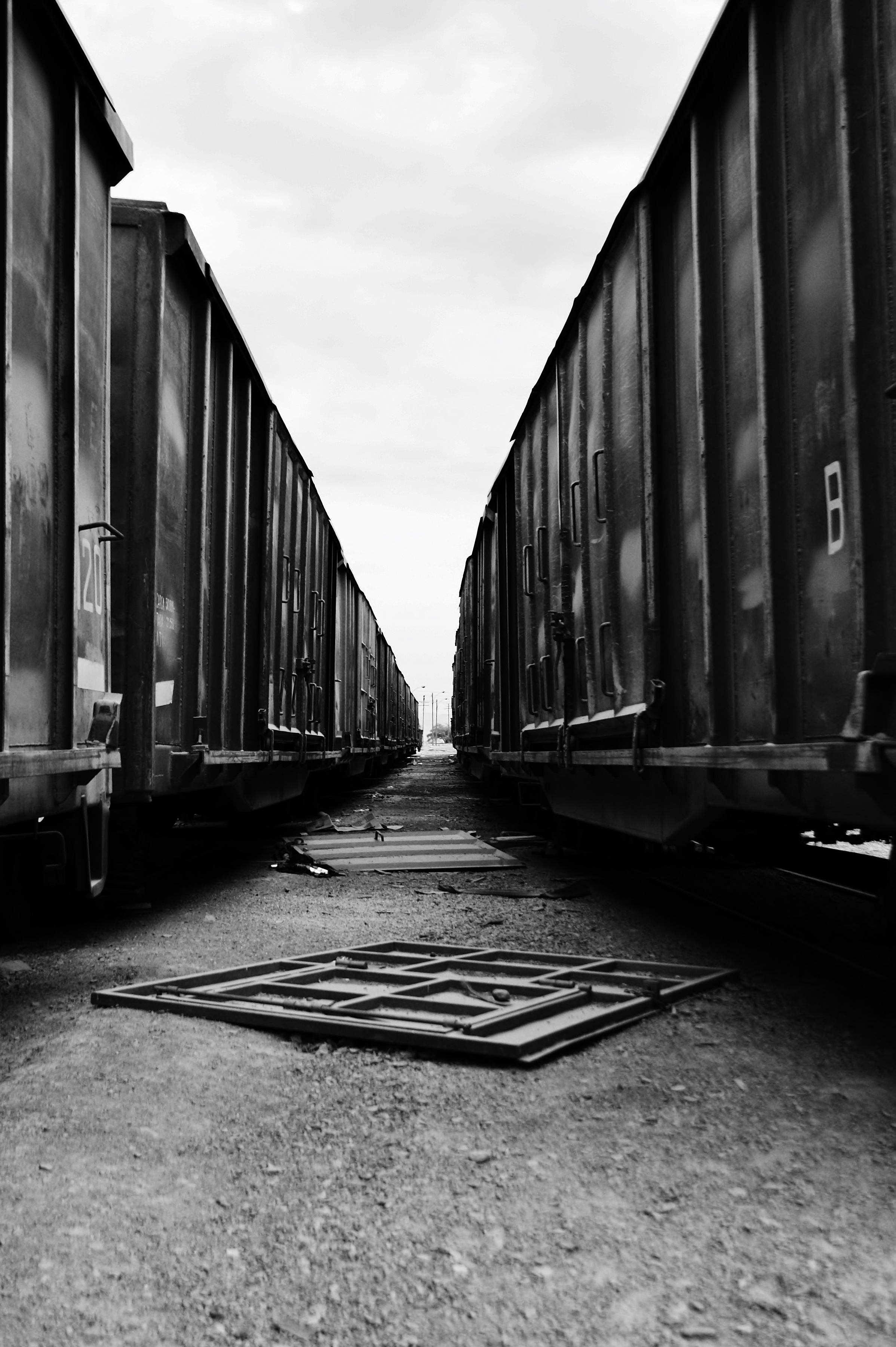
Vagones de la Estación Baquedano

Baquedano es un pueblo de la Comuna de Sierra Gorda perteneciente a la Provincia y Región de Antofagasta, se encuentra a 71,1 km de Sierra Gorda y a 64 km de Antofagasta (La ciudad más cercana), mientras que es orillada por la Quebrada Saco y se encuentra conectada por la Ruta 5. Su población es de 942 habitantes según el Instituto Nacional de Estadísticas.

## Toponimia
El nombre del pueblo de Baquedano nació tras la creación de la Estación Baquedano por el tramo ferrovial Antofagasta-La Paz y a su vez, de su fundador Manuel Baquedano, un exmilitar y expolítico chileno visitante de Sierra Gorda.

## Historia
Baquedano fue fundado en 1910 por Manuel Baquedano, originalmente como una estación al suroeste de Sierra Gorda perteneciente al tramo Antofagasta-La Paz, sus habitantes eran empleados de la empresa de ferrocarriles responsable de la Estación Baquedano (Antofagasta and Bolivia Railway Company), hasta que en 1960, tras el cierre de las principales salitreras y el abandono de las localidades dependientes de estas, Baquedano sufrió un gran incremento poblacional. Hacia 1997, la población volvió a tener un incremento radical luego del descubrimiento de yacimientos mineros.

## Economía
La economía de Baquedano esta sustentada por la Minería de sus al rededores, donde prevalece el cobre, siendo su principal ganancia, además, también es lugar de hospedaje de trabajadores de mineras cercanas como Spence o Gaby.

## Geografía e Ubicación
La geografía de Baquedano está compuesta por un clima totalmente árido, además de no contar con probabilidades de precipitaciones, su tierra está compuesta de meramente del Desierto de Atacama.
Baquedano está ubicado a 71,1 km de Sierra Gorda, a 64 km de Antofagasta (Capital Regional y Provincial) y a 1.115,9 km de Santiago de Chile (Capital Nacional). Es conectada por la Ruta B-385 que termina en Toconao y Peine, por la Ruta 5, que culmina en Arica y Chacalluta, y por la Ruta 25 que atraviesa Sierra Gorda y finaliza en Calama.

## Administración
Baquedano es administrado por su comunidad y la Municipalidad de Sierra Gorda, además, es considerado como un distrito censal al igual que Pampa Unión, Boquete y Salinas.